# Sexta rima
La sexta rima es un tipo de sexteto conocido también como sextina antigua y sextina real.
Se trata de una octava real sin los dos primeros versos, es decir, un grupo de endecasílabos que riman en consonante primero con tercero, segundo con cuarto y el quinto con el sexto.
Ejemplo de sexta rima de Hartzenbusch en su obra “El linajudo y el ciego”:
(11A) A un ciego le decía un linajudo:
(11B) "Todos mis ascendientes héroes fueron."
(11A) Y respondiole el ciego: "No lo dudo;
(11B) yo sin vista nací: mis padres vieron."
(11C) No se envanezca de su ilustre raza
(11C) quien pudo ser melón y es calabaza.
- Datos: Q9076631